# Мілакув (Свентокшиське воєводство)
Мілакув (пол. Miłaków) — село в Польщі, у гміні Ґоварчув Конецького повіту Свентокшиського воєводства.
Населення — 163 особи (2011).
У 1975-1998 роках село належало до Радомського воєводства.

## Демографія
Демографічна структура на день 31 березня 2011 року:
|          | Загалом | Допрацездатний вік | Працездатний вік | Постпрацездатний вік |
| -------- | ------- | ------------------ | ---------------- | -------------------- |
| Чоловіки | 74      | 14                 | 57               | 3                    |
| Жінки    | 89      | 22                 | 51               | 16                   |
| Разом    | 163     | 36                 | 108              | 19                   |